# Depressigyra
Depressigyra is een geslacht van weekdieren uit de klasse van de Gastropoda (slakken).

## Soort
- Depressigyra globulus Warén & Bouchet, 1989